# Goodmania luteola
Goodmania luteola là một loài thực vật có hoa trong họ Rau răm. Loài này được (Parry) Reveal & Ertter mô tả khoa học đầu tiên năm 1976 publ. 1977.